# Сотир Дяков
Сотир Николов Дяков е български революционер, деец на Вътрешната македоно-одринска революционна организация.

## Биография
Роден е през 1854 година в пиринското село Сенокос. Синът му Милан Дяков е войвода на ВМРО. Сотир Дяков участва в Кресненско-разложкото въстание, а след неговото потушаване се укрива и домът му е опожарен. Влиза във ВМОРО и става ятак и куриер на Яне Сандански. Взема участие в аферата „Мис Стоун“, като укрива в продължение на седмица четата на Сандански заедно с пленницата. След като Яне Сандански е убит през 1915 година Дяков напуска ВМОРО. Умира през 1940 година.